# NUTS Австрії
Номенклатура територіальних одиниць для цілей статистики (фр. nomenclature des unités territoriales statistiques, NUTS) — стандарт територіального поділу країн для статистичних цілей. Стандарт розроблений Європейським Союзом та детально охоплює лише країни ЄС. Територіальні одиниці (NUTS-одиниці), що визначаються даними стандартом, можуть відповідати адміністративно-територіальним одиницям країн, але в деяких випадках дана відповідність відсутня.

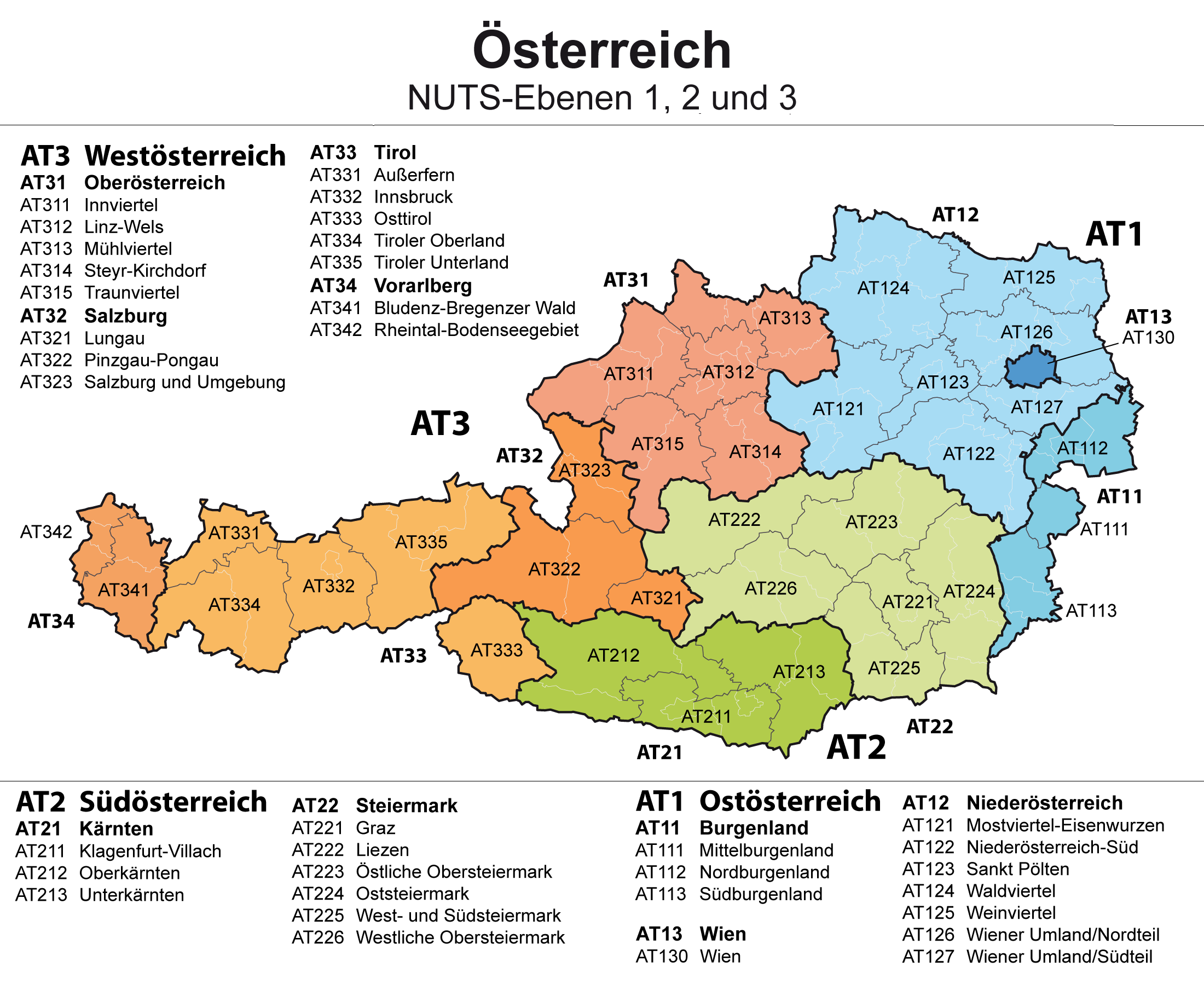
Австрія — NUTS1, NUTS 2 и NUTS 3

NUTS (Nomenclature of Territorial Units for Statistics)-коди Австрії (AT) налічує три рівні:
- важливі соціально-економічні регіони (територіальні одиниці NUTS 1 Австрії), визначені цим стандартом, відповідають групам федеральних земель Австрійської Республіки;
- основні регіони для застосування регіональної політики (територіальні одиниці NUTS 2 Австрії), визначені даним стандартом, збігаються з адміністративно-територіальними одиницями першого порядку — федеральними землями Австрійської Республіки;
- малі регіони і великі міста (територіальні одиниці NUTS 3 Австрії), що визначаються цим стандартом, відповідають адміністративно - територіальним одиницям першого порядку - групам політичних округів Австрії та їх частин.

| Таблиця 1. Рівні NUTS-кодів Австрії | Таблиця 1. Рівні NUTS-кодів Австрії                       | Таблиця 1. Рівні NUTS-кодів Австрії |
| Рівень                              | Структурні підрозділи                                     | Кількість                           |
| ----------------------------------- | --------------------------------------------------------- | ----------------------------------- |
| NUTS 1                              | Групи федеральних земель (Gruppen von Bundesländern)      | 3                                   |
| NUTS 2                              | Федеральні землі (Bundesländer)                           | 9                                   |
| NUTS 3                              | Групи політичних округ (Gruppen von Politischen Bezirken) | 35                                  |

## NUTS-коди Австрії (AT)

Карти
Австрія — NUTS 1
Австрія — NUTS 2
Австрія — NUTS 3

| Таблиця 2. Деталізація регіонів по NUTS-кодам Австрії | Таблиця 2. Деталізація регіонів по NUTS-кодам Австрії | Таблиця 2. Деталізація регіонів по NUTS-кодам Австрії | Таблиця 2. Деталізація регіонів по NUTS-кодам Австрії                                  |
| NUTS 1 (NUTS-1 Region)                                | NUTS 2 (NUTS-2 Region)                                | NUTS 3 (NUTS-3 Region)                                | Округи (Bezirke / Bezirksteile)                                                        |
| ----------------------------------------------------- | ----------------------------------------------------- | ----------------------------------------------------- | -------------------------------------------------------------------------------------- |
| AT1 Східна Австрія                                    | AT11 Бургенланд                                       | AT111 Міттельбургенланд                               | Оберпуллендорф                                                                         |
| AT1 Східна Австрія                                    | AT11 Бургенланд                                       | AT112 Нордбургенланд                                  | Айзенштадт (Штадт), Руст (Штадт), Айзенштадт-Умгебунг, Маттерсбург, Нойзідль-ам-Зеє    |
| AT1 Східна Австрія                                    | AT11 Бургенланд                                       | AT113 Зюдбургенланд                                   | Гюссінг, Єннерсдорф, Оберварт                                                          |
| AT1 Східна Австрія                                    | AT12 Нижня Австрія                                    | AT121 Мостфіртель-Айзенвурцен                         | Вайдгофен-ан-дер-Ібс, Амштеттен, Мельк, Шайбс                                          |
| AT1 Східна Австрія                                    | AT12 Нижня Австрія                                    | AT122 Нідерестеррайх-Зюд                              | Вінер-Нойштадт, Вінер-Нойштадт, Лілієнфельд, Нойнкірхен                                |
| AT1 Східна Австрія                                    | AT12 Нижня Австрія                                    | AT123 Санкт-Пельтен                                   | Санкт-Пельтен (Штадт), Санкт-Пельтен                                                   |
| AT1 Східна Австрія                                    | AT12 Нижня Австрія                                    | AT124 Вальдфіртель                                    | Кремс-ан-дер-Донау (Штадт), Вайдгофен-ан-дер-Тайя, Горн, Ґмюнд, Кремс, Цветль          |
| AT1 Східна Австрія                                    | AT12 Нижня Австрія                                    | AT125 Вайнфіртель                                     | Гензерндорф (частина), Голлабрунн, Містельбах (частина)                                |
| AT1 Східна Австрія                                    | AT12 Нижня Австрія                                    | AT126 Вінер-Умланд (нордтайль)                        | Він-Умгебунг (частина), Гензерндорф (частина), Корнойбург, Містельбах (частина), Тульн |
| AT1 Східна Австрія                                    | AT12 Нижня Австрія                                    | AT127 Вінер-Умланд (зюдтайль)                         | Баден, Брук-ан-дер-Лайта, Він-Умгебунг (частина), Медлінг                              |
| AT1 Східна Австрія                                    | AT13 Відень                                           | AT130 Відень                                          | Відень                                                                                 |
| AT2 Південна Австрія                                  | AT21 Каринтія                                         | AT211 Клагенфурт-Філлах                               | Клагенфурт-Штадт, Філлах-Штадт, Клагенфурт-Ланд, Філлах-Ланд                           |
| AT2 Південна Австрія                                  | AT21 Каринтія                                         | AT212 Верхня Каринтія                                 | Фельдкірхен, Гермагор, Шпітталь-ан-дер-Драу                                            |
| AT2 Південна Австрія                                  | AT21 Каринтія                                         | AT213 Нижня Каринтія                                  | Вольфсберг, Санкт-Файт-ан-дер-Глан, Фелькермаркт                                       |
| AT2 Південна Австрія                                  | AT22 Штирія                                           | AT221 Грац                                            | Грац (Штадт), Грац-Умгебунг                                                            |
| AT2 Південна Австрія                                  | AT22 Штирія                                           | AT222 Ліцен                                           | Ліцен                                                                                  |
| AT2 Південна Австрія                                  | AT22 Штирія                                           | AT223 Східна Верхня Штирія                            | Брук-Мюрццушлаг, Леобен                                                                |
| AT2 Південна Австрія                                  | AT22 Штирія                                           | AT224 Остштайєрмарк                                   | Вайц, Зюдостштайєрмарк, Гартберг-Фюрстенфельд                                          |
| AT2 Південна Австрія                                  | AT22 Штирія                                           | AT225 Західна і Південна Штирія                       | Дойчландсберг, Лайбніц, Фойтсберг                                                      |
| AT2 Південна Австрія                                  | AT22 Штирія                                           | AT226 Західна Верхня Штирія                           | Мурау, Мурталь                                                                         |
| AT3 Західна Австрія                                   | AT31 Верхня Австрія                                   | AT311 Іннфіртель                                      | Браунау-ам-Інн, Гріскірхен, Рід-ім-Іннкрайс, Шердінг                                   |
| AT3 Західна Австрія                                   | AT31 Верхня Австрія                                   | AT312 Лінц-Вельс                                      | Вельс (Штадт), Лінц (Штадт), Вельс-Ланд, Лінц-Ланд, Урфар-Умгебунг (частина), Ефердінг |
| AT3 Західна Австрія                                   | AT31 Верхня Австрія                                   | AT313 Мюльфіртель                                     | Перг, Рорбах, Урфар-Умгебунг (частина), Фрайштадт                                      |
| AT3 Західна Австрія                                   | AT31 Верхня Австрія                                   | AT314 Штайр-Кірхдорф                                  | Штайр (Штадт), Кірхдорф-ан-дер-Кремс, Штайр-Ланд                                       |
| AT3 Західна Австрія                                   | AT31 Верхня Австрія                                   | AT315 Траунфіртель                                    | Гмунден, Феклабрук                                                                     |
| AT3 Західна Австрія                                   | AT32 Зальцбург                                        | AT321 Лунгау                                          | Тамсвег                                                                                |
| AT3 Західна Австрія                                   | AT32 Зальцбург                                        | AT322 Пінцгау-Понгау                                  | Санкт-Йоганн-ім-Понгау, Целль-ам-Зеє                                                   |
| AT3 Західна Австрія                                   | AT32 Зальцбург                                        | AT323 Зальцбург-унд-Умгебунг                          | Зальцбург (Штадт), Зальцбург-Умгебунг (Flachgau), Галлайн (Tennengau)                  |
| AT3 Західна Австрія                                   | AT33 Тіроль                                           | AT331 Аусерферн                                       | Ройтте                                                                                 |
| AT3 Західна Австрія                                   | AT33 Тіроль                                           | AT332 Інсбрук                                         | Інсбрук-Штадт, Інсбрук-Ланд                                                            |
| AT3 Західна Австрія                                   | AT33 Тіроль                                           | AT333 Осттіроль                                       | Лієнц                                                                                  |
| AT3 Західна Австрія                                   | AT33 Тіроль                                           | AT334 Тіролер-Оберланд                                | Імст, Ландек                                                                           |
| AT3 Західна Австрія                                   | AT33 Тіроль                                           | AT335 Тіролер-Унтерланд                               | Кіцбюель, Куфштайн, Швац                                                               |
| AT3 Західна Австрія                                   | AT34 Форарльберг                                      | AT341 Блуденц-Брегенцервальд                          | Блуденц, Брегенц (частина))                                                            |
| AT3 Західна Австрія                                   | AT34 Форарльберг                                      | AT342 Райнталь-Бодензеєгебіт                          | Брегенц (частина)), Дорнбірн, Фельдкірх                                                |

## Локальні (місцеві) адміністративні одиниці
Раніше існували рівні NUTS 4 и NUTS 5. З набранням чинності в липні 2003 року Правил вони були перейменовані відповідно в LAU 1 и LAU 2 (Місцеві адміністративні одиниці). Тепер ці рівні не є обов'язковими, а є лише тільки статистичними доповненням до NUTS системі.
В Австрії локальні (місцеві) адміністративні одиниці:
LAU 1 — це співтовариства політичних округ та штатутарштадтів, прирівняних до рівня NUTS 3;
LAU 2 — це політичні громади.
| Таблиця 3. Рівні LAU-кодів Австрії | Таблиця 3. Рівні LAU-кодів Австрії | Таблиця 3. Рівні LAU-кодів Австрії |
| Рівень                             | Структурні підрозділи              | Кількість                          |
| ---------------------------------- | ---------------------------------- | ---------------------------------- |
| LAU 1                              | — (так само, як NUTS 3)            | 35                                 |
| LAU 2                              | Громади                            | 2100                               |

- LAU-коди Австрії можна скачати отут:  (неробоче посилання)
- Список усіх громад з їх ідентифікаційними кодами по землях (нім.)

## Виноски
- NUTS-Codes laut Statistik Austria [Архівовано 5 березня 2016 у Wayback Machine.] (нім.)

## Ліцензія
- Ліцензія [Архівовано 19 січня 2016 у Wayback Machine.]: Namensnennung 3.0 Österreich (CC BY 3.0 AT) (нім.)